# زاهد (اسم)
زاهد هو اسم علم مذكر من أصل عربي، ومعناه هو اسم فاعل العابد الراغب عن ملذات الدنيا حبًا بالآخرة.

## شخصيات تحمل الاسم
- زاهد الجيلاني (1216 – 1301)
- زاهد سلطان (القرن 20 – )
- زاهد قدسي (1937 – 14 سبتمبر 2003)
- زاهد محمد (لاعب اسكواش مصري، 24 يونيو 1992 – )

## وصلات خارجية
- موسوعة السلطان قابوس لأسماء العرب نسخة محفوظة 5 أبريل 2019 على موقع واي باك مشين.